# Bánh xe nước

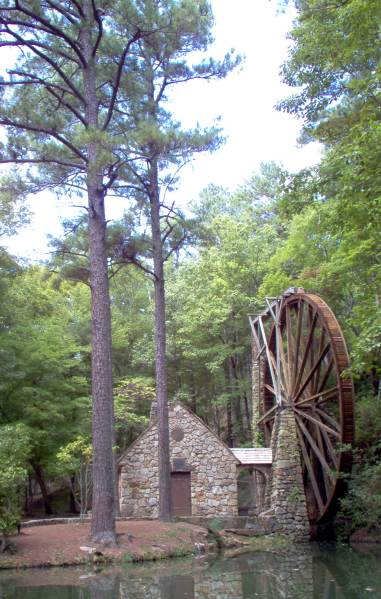
Một bánh xe nước loại overshot nằm trên cao 42 ft cấp năng lượng cho Old Mill tại Berry College thuộc Rome, Georgia, Hoa Kỳ

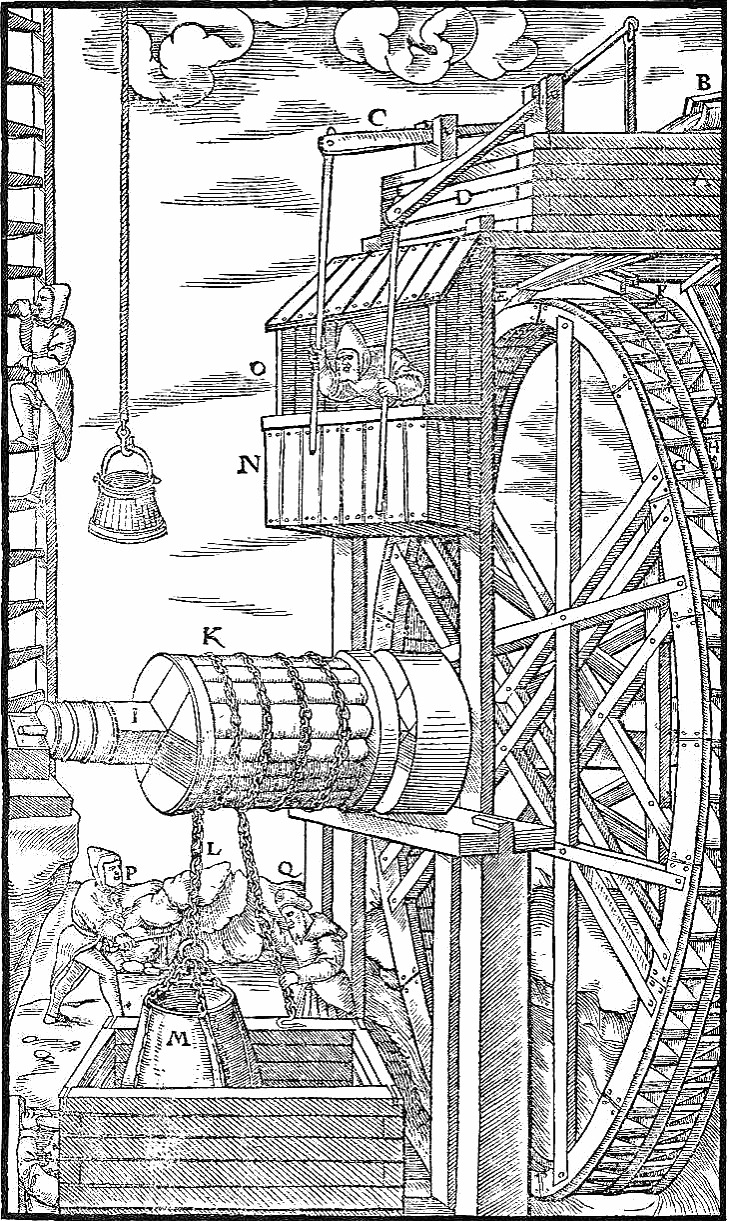
Bánh xe nước cấp năng lượng cho một trục mỏ trong De re metallica (1566)

Bánh xe nước, còn gọi là guồng nước hay cọn nước là một cỗ máy dùng để chuyển đổi năng lượng của dòng nước chảy hoặc rơi thành các dạng năng lượng có ích, thường là trong một cối xay nước. Một bánh xe nước bao gồm một bánh xe (thường làm từ gỗ hoặc kim loại), với nhiều lưỡi hoặc xô được sắp xếp ở vành bánh xe ngoài, tạo thành bề mặt dẫn động. Phổ biến nhất là, bánh xe được đóng theo chiều dọc vào một trục bánh xe nằm ngang, nhưng cũng có thể được đóng theo chiều ngang vào một cái cán nằm dọc. Bánh xe dọc có thể truyền năng lượng hoặc là qua trục bánh xe, hoặc là qua một vòng bánh răng và làm cho dây đai hoặc bánh răng chuyển động; bánh xe ngang thường trực tiếp làm cho tải của nó chuyển động.
Bánh xe nước vẫn được sử dụng thương mại mãi đến tận thế kỷ 20 nhưng chúng giờ không còn được ưa chuộng nữa. Có thể sử dụng bánh xe nước để xay bột mì trong cối xay bột, nghiền gỗ thành bột để làm giấy, đánh búa sắt đã rèn, gia công trên máy, ép quặng và nghiền sợi để sử dụng cho sản xuất vải.
Một số bánh xe nước được duy trì bởi nước từ ao nhà máy xay, thứ được hình thành khi một dòng chảy bị xây đập ngăn lại. Kênh dẫn nước tới hoặc từ bánh xe nước thì được gọi là một kênh đào nhà máy xay. Dòng nước mang nước từ ao nhà máy xay tới bánh xe nước gọi là dòng nước đầu; dòng nước mang nước đi sau khi nó rời khỏi bánh xe thì thường được gọi là dòng nước đuôi.
Vào giữa cho tới cuối thế kỷ 18 sự nghiên cứu mang tính khoa học về bánh xe nước của John Smeaton đã dẫn tới những sự tăng quan trọng trong năng suất, cung cấp số năng lượng đủ cho Cách mạng công nghiệp.
Bánh xe nước bắt đầu bị thay thế bởi tua bin nhỏ hơn, ít đắt đỏ hơn và có hiệu quả cao hơn, được phát triển bởi Benoît Fourneyron, bắt đầu với mẫu đầu tiên của ông vào năm 1827.
Khó khăn chính của bánh xe nước là việc nó phụ thuộc vào nước chảy, do đó giới hạn những nơi có thể đặt nó. Các đập thủy điện có thể được xem là hậu duệ của bánh xe nước, vì chúng cũng lợi dụng chuyển động của dòng nước chảy xuống dốc.

## Các loại
Bánh xe nước có hai thiết kế cơ bản:
- Bánh xe nằm ngang với trục dọc; hoặc
- Bánh xe nằm dọc với trục ngang.

Loại sau có thể chia nhỏ nữa dựa theo nơi nước bắt đầu tiếp xúc với bánh xe, gồm backshot (dòng nước chảy từ trên bánh xe xuống khiến bánh xe chạy ngược chiều kim đồng hồ), overshot (dòng nước chảy từ trên bánh xe xuống khiến bánh xe chạy theo chiều kim đồng hồ), breastshot (dòng nước chảy ngang bánh xe), undershot (dòng nước chảy bên dưới bánh xe), và stream-wheel. Thuật ngữ undershot có thể đề cập tới bất cứ loại bánh xe nào mà nước chảy bên dưới bánh xe nhưng nó thường ám chỉ rằng dòng nước chảy vào thì thấp trên bánh xe.
Hầu hết bánh xe nước tại Vương quốc Anh và Hoa Kỳ là (hay đã từng là) bánh xe nằm dọc chạy trên trục nằm ngang, nhưng tại các cao nguyên Scotland và nhiều vùng thuộc Nam Âu các cối xay thường có bánh xe nằm ngang (với trục dọc).
Các loại bánh xe nước nằm dọc
- Bánh xe nước loại stream shot
- Bánh xe nước loại undershot
- Bánh xe nước loại breastshot
- Bánh xe nước loại backshot
- Bánh xe nước loại overshot